# Tepuihyla
Tepuihyla es un género de anfibios anuros de la familia Hylidae. Se distribuyen por los tepuis de Venezuela, las Guayanas y la zona adyacente de Brasil.

## Especies
Se reconocen las 10 siguientes especies:
- Tepuihyla aecii (Ayarzagüena, Señaris & Gorzula, 1993)
- Tepuihyla edelcae (Ayarzagüena, Señaris & Gorzula, 1993)
- Tepuihyla exophthalma (Smith & Noonan, 2001)
- Tepuihyla luteolabris (Ayarzagüena, Señaris & Gorzula, 1993)
- Tepuihyla obscura (Kok, Ratz, Tegelaar, Aubret, & Means, 2015)
- Tepuihyla rimarum (Ayarzagüena, Señaris & Gorzula, 1993)
- Tepuihyla rodriguezi (Rivero, 1968)
- Tepuihyla shushupe (Ron, Venegas, Ortega-Andrade, Gagliardi-Urrutia & Salerno, 2016)
- Tepuihyla tuberculosa (Boulenger, 1882)
- Tepuihyla warreni (Duellman & Hoogmoed, 1992)